# 1770
Cette page concerne l'année 1770  du calendrier grégorien.
L'année 1770 est une année commune qui commence un lundi.

## Événements
- 15 février : le voyageur britannique James Bruce gagne Gondar, en Éthiopie, par l’Égypte et le Soudan[1]. Il prétend y être nommé gouverneur de la province de Ras-el-Fil par le négus Takla Haïmanot II d’Éthiopie.

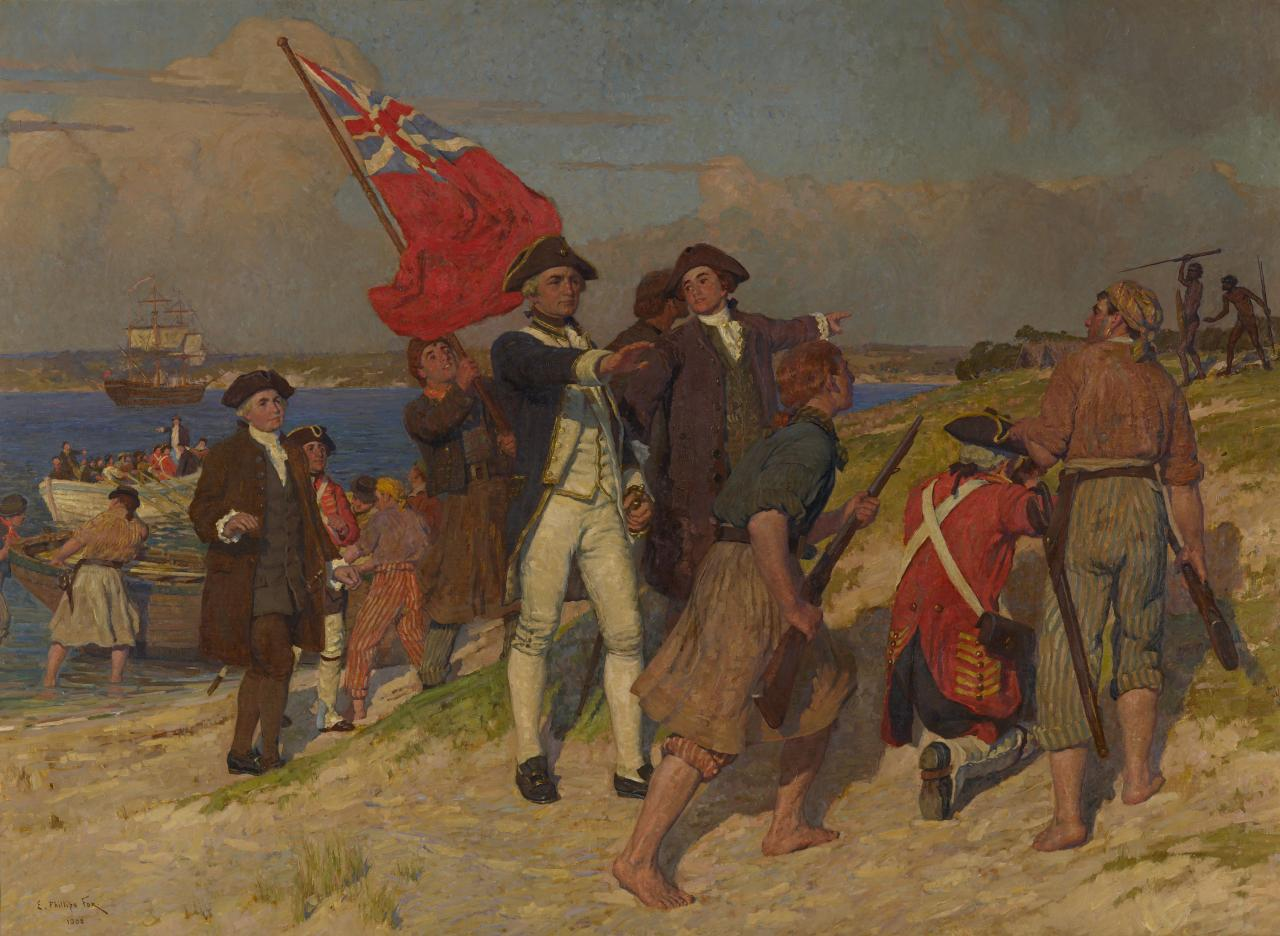
28 avril : James Cook à Botany Bay, toile de Emanuel Phillips Fox. Cook est impressionné par le courage des Aborigènes lors de son abordage à Botany Bay. Deux d’entre eux, armés de lances et de pieux, tentent de s’opposer à son débarquement. Il note que ce peuple lui semble « plus heureux que nous autres Européens » et que les Aborigènes « se refusent à céder la moindre de leurs possessions en échange des articles que nous pouvions leur offrir ».

- 28 avril : le navigateur britannique James Cook est le premier Européen à débarquer sur la côte orientale de l’Australie, à Botany Bay ; il en effectue le relevé et la conquiert pour le compte de la Grande-Bretagne, lui donnant le nom de Nouvelle-Galles du Sud. Le lieu de son mouillage est ainsi nommé à cause de la grande variété d’espèces botaniques jusque-là inconnues des Européens, que catalogue Joseph Banks, botaniste de l’expédition[2]. Remontant vers le nord, Cook fait le relevé de quelque 3 200 km de côtes. Le  11 juin l'expédition atteint la grande barrière de corail, longue de 2 600 km, au nord-est de l'Australie. Le navire Endeavour s'échoue sur les récifs. Il faut des semaines pour le réparer[3].
- 5-10 juillet : Alger est bombardée sans succès par une escadre danoise[4].
- 21 août : James Cook baptise la côte est de l'Australie Nouvelle-Galles du Sud et en revendique la possession pour le Royaume-Uni[5]. Il franchit le détroit de Torrès, et prouve que la Nouvelle-Guinée est distincte de l’Australie, avant d’accoster sur Java[6], où trente de ses hommes périssent de la dysenterie contractée à terre. De retour en Grande-Bretagne, en 1771, Cook est promu au rang de capitaine de frégate.
- 10 septembre : En Chine, le ciel devient rouge durant neuf jours. Une étude japonaise conclut que ce phénomène serait dû à une éruption solaire intense[7].
- 4 novembre : James Bruce découvre les sources du Nil Bleu[1]. James Bruce rapporte des manuscrits dont il tire une assez bonne traduction des vieilles chroniques éthiopiennes, et un historique des règnes les plus récents et des événements qu’il a vus lui-même. Il décrit les monuments d’Aksoum, qu’il interprète comme une émanation de l’ancienne Égypte.

- Deuxième guerre du Jinchuan. Répression d’une rébellion des aborigènes du Jinchuan, dans l’ouest du Sichuan, en Chine (fin en 1776)[8].
- Madagascar :
  - Début du règne de Ravahiny, reine Sakalave de Boina (fin en 1808). Ravahiny, petite-nièce d’Andrianiveniarivo, lui succède. Elle organise des expéditions contre les Comores avec l’aide des Betsimisarakas. Elle doit aussi combattre les Tsimihety qui font des incursions dans la vallée de la Sofia[9].
  - Début du règne d’Andrianjafy dans l’Imerina[10] ; il entreprend d’unifier les deux royaumes d’Ambohidrabiby et d’Ambohimanga, en intégrant le premier au second.

### Amérique
- 19 janvier : bataille de Golden Hill (en) à New York entre colons et armée britannique. Marins et soldat britanniques s’affrontent lors d’une campagne d’enrôlement forcé[11].
- 20 janvier : tremblement de terre à Saint-Domingue[12].

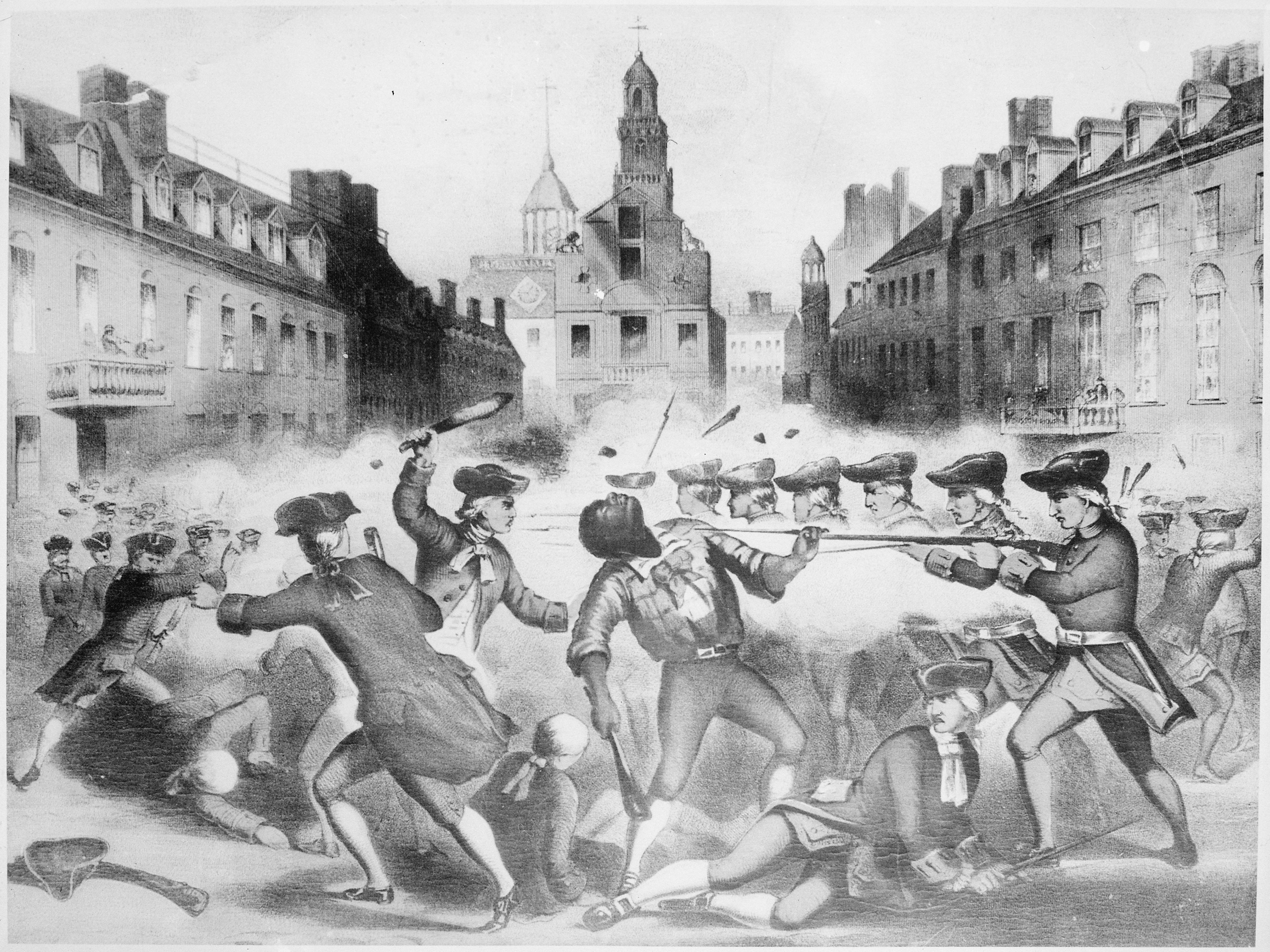
5 mars : massacre de Boston.

- 5 mars : massacre de Boston. Les troupes britanniques tirent sur la foule manifestant contre les taxes d’importation[11].

- 12 avril : 
  - abrogation des Townshend Acts par le parlement britannique, à l’exception des taxes sur le thé[13].
  - tremblement de terre à Saint-Domingue[12].
- 3 juin : 
  - Gaspar de Portolà et le père Junípero Serra fondent la mission de Monterrey (Presidio Reál de San Carlos de Monterey)[14].
  - un tremblement de terre détruit Port-au-Prince, Léogâne, Petit-Goâve et la plaine du Cul-de-Sac à Saint-Domingue[15].
- 10 juin : une expédition espagnole chasse les Britanniques de Port Edgmont aux îles Malouines[16].

- 7 décembre, Fort Prince-de-Galles : départ de l'expédition de Samuel Hearne dans les Barren Grounds[17] pour le compte de la compagnie de la Baie d'Hudson ; il atteint la rivière Coppermine le 14 juillet 1771 (fin le 30 juin 1772)[18].

### Europe
- 2 janvier : ordonnance sur les mesures sanitaires[19]. En Hongrie, la frontière militaire est doublée d’un cordon sanitaire afin d’établir une quarantaine contre la peste venue d’Orient[20].
- 28 janvier : début du ministère tory de lord North, Premier ministre du Royaume-Uni (fin le 20 mars 1782)[21]. Le roi réussit à imposer aux Communes, à majorité tory, les ministres de son choix sous la direction de Lord North.

- 28 février, Guerre russo-turque : arrivée de la flotte russe à Bétylo ou Porto-Vitolo en Morée[22].

- 7 avril : Réforme judiciaire dans le duché de Savoie (Corpus Carolinum)[23].
- 19 avril : révolte du Péloponnèse contre les Turcs. Les insurgés grecs sont battus à Tripolizza[24].
- 20 avril : victoire russo-géorgienne sur les Ottomans à la bataille d'Aspindza[25].
- 21 avril (10 avril du calendrier julien) : La flotte russe s’ancre à Navarin (fin le 6 juin)[26].

- 2 mai : révolution d'Orloff. Alexeï Orlov adresse un manifeste engageant les Grecs à secouer le joug des Turcs ; il assiège ensuite Coron et Modon sans succès[24].
- 16 mai : mariage du dauphin (futur Louis XVI) avec l'archiduchesse Marie-Antoinette d'Autriche[27].

- 4 juillet, Espagne : ordonnance pour la mise en place de la contribution unique[28]. Ce projet d’impôt direct sur la richesse foncière, ecclésiastique, industrielle et commerciale n’aboutit pas. Le système ancien reste en vigueur (noblesse et clergé sont soumis à l’impôt).

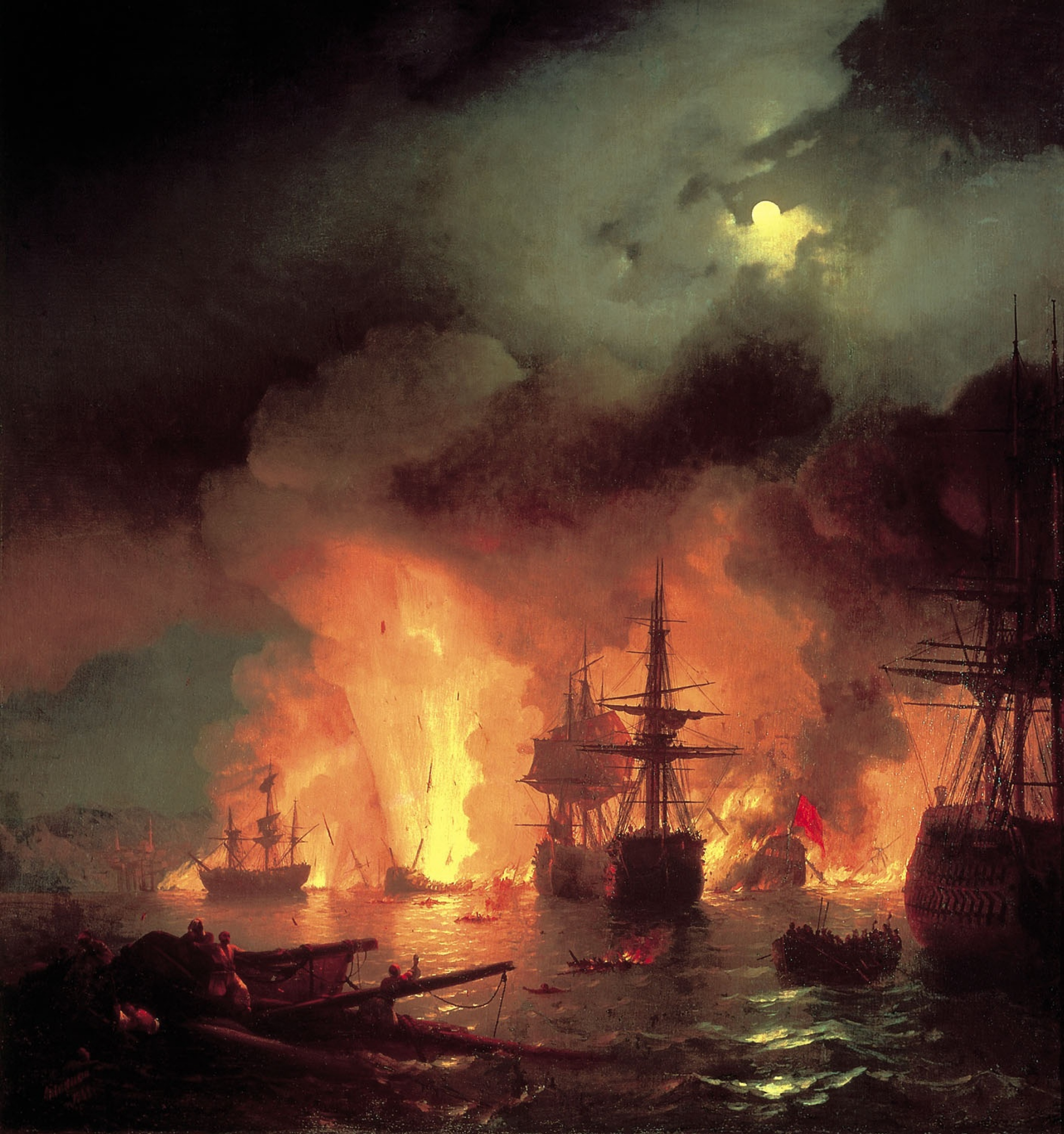
5 juillet : bataille de Tchesmé.

- 5 juillet : la flotte ottomane rencontre les Russes, commandés par le Comte Alexeï Fiodorovitch Orlov, près de Chios. Un premier combat indécis force les Turcs à se réfugier dans la baie de Tchesmé, sur la côte égéenne. Les Russes, avec pour conseillers techniques Elphinstone et le commodore Greig, envoient des « brûlots », navires bourrés de poudre, de résine et d’huile que l’on attache aux navires ennemis avant d’y mettre le feu, et réussissent dans la nuit du 6 au 7 juillet à enflammer toute l’escadre turque dont les navires étaient arrimés bord à bord[29]. Constantinople, menacée, est sauvée grâce au baron François de Tott, français d’origine hongroise[24].
- 18 juillet (7 juillet du calendrier julien) : les Russes de Roumiantsev battent les Turcs et les Tatars de Crimée sur la Larga, en Moldavie[26].
- 26 juillet : prise d’Izmaïl par les Russes[26].

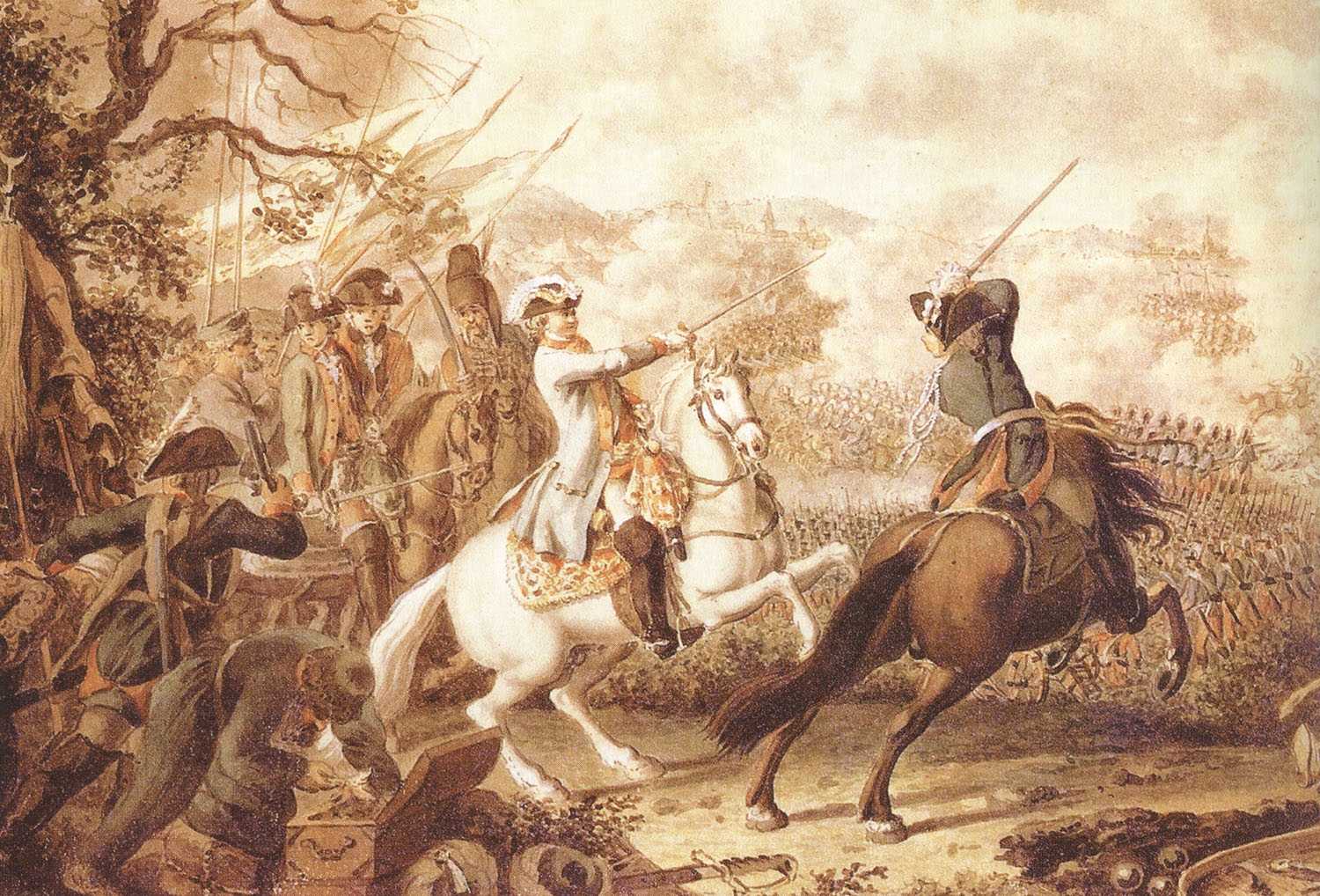
: bataille de Kagul.

- 1er août (21 juillet du calendrier julien) : victoire russe de Roumiantsev à la bataille de Kagul ou de Kartal sur le Grand Vizir[24].
- 13 août : échec de l’armée russe sur Perekop, en Crimée[24].
- 28 août : prise d’Akkerman par les Russes[26].

- 3 - 7 septembre : entrevue de Neustadt (Uničov, en Moravie). Rencontre entre Frédéric II de Prusse et Joseph II, inquiets de la montée en puissance de la Russie[30].
- 5 septembre : l’armée russe du prince Repnine prend Kilia[24].
- 13 septembre, Danemark : le Bernstorff Johan Hartwig est renversé par Struensee, médecin du roi et amant de la reine Caroline-Mathilde, qui devient premier ministre en juillet 1771[31]. Il mène une politique de réformes brutale et publie en 16 mois 2 000 ordres de cabinets. Il établit les principales libertés : liberté individuelle, liberté de presse, s’attaque à la réforme de la justice (suppression de la torture légale). Il abolit le servage et les corporations, réglemente les corvées, mais ne pourra terminer sa tâche.
- 17 septembre : le premier ministre portugais Sebastião José de Carvalho e Melo devient marquis de Pombal[32].
- 27 septembre : Pierre Ivanovitch Panine prend Bender, en Bessarabie[24].

- 22 octobre : les Russes échouent à prendre Modon[24].

- 5 novembre : les Russes prennent Brăila[24].
- Novembre :
  - crise entre l'Espagne et la Grande-Bretagne après que le 10 juin une escadre espagnole a chassé la garnison britannique de Port Edgmont aux Malouines, occupé depuis 1766[33]. Le ministre français Choiseul incite Charles III d'Espagne et son secrétaire d’État aux affaires étrangères Grimaldi à résister aux Britanniques, même par la force. Louis XV, qui s’oppose à la guerre, limoge son ministre (24 décembre)[34].
  - peste à Moscou. Émeutes[35].

- 9 décembre :
  - mission du prince Henri de Prusse à Saint-Pétersbourg pour proposer la médiation de la Prusse entre la Russie et la Turquie ; il aborde la partition de la Pologne avec Catherine II (fin le 30 janvier 1771)[36] (ou le 12 octobre[37]).
  - un décret du cabinet de Vienne déclare l'incorporation des starosties de Zips et Sandek, ce qui aboutit aux négociations du partage de la Pologne[37].
- 24 décembre, France : disgrâce de Choiseul. Début du Triumvirat du duc d’Aiguillon, de l’abbé Terray et de Maupeou[38].

## Naissances en 1770
- 8 janvier : Jerónimo José Cándido, matador espagnol († 1er avril 1839).
- 13 janvier : Anatole Devosge, peintre français († 8 décembre 1850).
- 14 janvier : Adam Jerzy Czartoryski, prince, homme d'État et écrivain polonais († 15 juillet 1861)

- 9 février : Ferdinando Carulli, compositeur et guitariste italien († 17 février 1841).
- 10 février : Alexandre Brongniart, minéralogiste et naturaliste français († 7 octobre 1847).
- 18 février : Johann Christian Heinrich Rinck, organiste, compositeur et pédagogue allemand († 7 août 1846).
- 21 février : Antonio Pasini, peintre et enlumineur de manuscrit italien († 23 juillet 1845).

- 2 mars :
  - Johan Ernst Hartmann, organiste et compositeur danois († 16 décembre 1844).
  - Louis-Gabriel Suchet, maréchal de France († 3 janvier 1826).
- 7 mars : Gabriel Jean Joseph Molitor, maréchal de France († 28 juillet 1849).
- 12 mars :
  - Charles Balthazar Julien Févret de Saint-Memin, peintre français († 23 juin 1852).
  - Karl August Senff, peintre, graveur et professeur germano-balte († 2 janvier 1838).
- 20 mars : Friedrich Hölderlin, poète allemand († 7 juin 1843).
- 31 mars : Jacob Jordan, militaire et homme politique canadien († 1829).

- 2 avril : Alexandre Pétion, militaire et dirigeant haïtien († 29 mars 1818).
- 7 avril : William Wordsworth, poète britannique († 23 avril 1850).
- 8 avril : Egidius Mengelberg, peintre et graveur allemand († 26 octobre 1849).
- 9 avril : Thomas Johann Seebeck, physicien allemand, découvreur de la thermoélectricité († 10 décembre 1831).
- 18 avril : Ludwig Buchhorn, peintre et graveur allemand († 13 novembre 1856).

- 4 mai : François Gérard, peintre français († 11 janvier 1837).
- 15 mai : Ezekiel Hart, homme d'affaires et homme politique canadien juif († 16 septembre 1843).

- 3 juin : Manuel Belgrano, intellectuel, avocat, homme politique et militaire espagnol puis argentin († 20 juin 1820).
- 10 juin : George Caley, botaniste et explorateur britannique († 23 mai 1829).
- 13 juin : Juan Antonio Álvarez de Arenales, militaire et homme politique espagnol puis argentin († 4 décembre 1831).

- 3 juillet : Konrad von Schmidt-Phiseldeck, publiciste, écrivain et homme politique allemand et danois († 15 novembre 1832).
- 11 juillet : Pierre Henry Schneit, colonel de chasseurs et baron d'Empire † 27 mars 1845).

- 3 août : Frédéric-Guillaume III de Prusse († 7 juin 1840).
- 27 août : Hegel, philosophe allemand († 14 novembre 1831).
- 28 août : Johann Karl Simon Morgenstern, philologue allemand († 8 septembre 1852).

- 21 septembre : Raffaele Albertolli, stucateur, graveur et peintre italien († 7 janvier 1812).
- 24 septembre : Johannes Rienksz Jelgerhuis, peintre graveur et acteur néerlandais († 6 octobre 1836).

- 18 octobre : Thomas Phillips, peintre britannique († 20 avril 1845).

- 8 novembre : Friedrich Witt, compositeur et violoncelliste allemand († 3 janvier 1837).
- 15 novembre : Louis Lafitte, peintre français († 3 août 1828).
- 19 novembre : Bertel Thorvaldsen, sculpteur danois († 24 mars 1844).

- 6 décembre : Gore Ouseley, entrepreneur britannique († 18 novembre 1844).
- 8 décembre : Jean-Baptiste-Joseph Duchesne, peintre français († 25 mars 1856).
- 16 décembre : Ludwig van Beethoven, compositeur (la seule date de son baptême est attestée, le 17 décembre, † 26 mars 1827).
- 19 décembre : Jean-Michel Grobon, peintre, graveur et sculpteur français († 2 septembre 1853).

- Date précise inconnue :
  - Louis Benjamin Marie Devouges, peintre français († 19 juillet 1842).
  - Márkos Dragoúmis, enseignant et homme politique grec († 1854).
  - August Duranowski, violoniste et compositeur polonais († 1834).

- Après 1770 :
- Giovanni Boggi, dessinateur et graveur italien au burin et au pointillé († 1832).

## Décès en 1770
- 12 février : Christopher Midlleton, explorateur britannique.
- 17 février : Louis René Vialy, peintre français (° 1680).
- 22 février : Domenico Duprà, peintre italien (° 1689).

- 8 mars : Nicolas Le Roy de Bazemont, peintre français d'origine portugaise (° 1692).
- 27 mars : Giambattista Tiepolo peintre et graveur baroque italien (° 5 mars 1696).

- 24 avril : abbé Nollet, membre de l’Académie des Sciences, maître de physique des enfants de France (° 19 décembre 1700).

- 30 mai : François Boucher, peintre français (° 29 septembre 1703).

- 23 juin : Mark Akenside, poète et médecin britannique (° 9 novembre 1721).

- 8 juillet : Suzuki Harunobu (Hozumi Jihei), peintre et graveur japonais (° 1725).
- 21 juillet : Charlotta Frölich, historienne suédoise (° 28 novembre 1698).

- 24 août : Thomas Chatterton, poète britannique qui se suicide à l’arsenic à l'âge de 18 ans (° 20 novembre 1752).

- 10 septembre : José de Escandón, militaire et homme politique espagnol (° 19 mars 1700).

- 1er novembre : Gaspare Traversi, peintre italien (° 1722).

- 1er décembre : Giambettino Cignaroli, peintre italien du baroque tardif (rococo) et du début néoclassique appartenant à l'école vénitienne (° 4 juillet 1706).

- Date précise inconnue :
  - Antonio Filippo Adami, poète italien (° vers 1720).
  - Marie-Magdeleine de Bonafons (° 1716).
  - Johann Jacob Cramer, pianiste et compositeur allemand (° 1705).
  - Maria Felice Tibaldi, peintre italienne (° 1707).

- Vers 1770 :
- Apollonio Domenichini, peintre italien de vedute (° 1715).